# Mistrzostwa Świata U-19 w Rugby Union Mężczyzn 1980
Mistrzostwa Świata U-19 w Rugby Union Mężczyzn 1980 – dwunaste mistrzostwa świata U-19 w rugby union mężczyzn zorganizowane przez FIRA, które odbyły się w Tunezji w dniach od 1 do 6 kwietnia 1980 roku.

## Klasyfikacja końcowa

### Grupa A
| Miejsce | Reprezentacja   |
| ------- | --------------- |
| 1       | Francja U-19    |
| 2       | Włochy U-19     |
| 3       | Hiszpania U-19  |
| 4       | ZSRR U-19       |
| 5       | Rumunia U-19    |
| 6       | Maroko U-19     |
| 7       | Portugalia U-19 |
| 8       | RFN U-19        |

### Grupa B
| Miejsce | Reprezentacja                 |
| ------- | ----------------------------- |
| 1       | Tunezja U-19                  |
| 2       | Jugosławia U-19               |
| 3       | Wybrzeże Kości Słoniowej U-19 |
| 4       | Tunezja B                     |